# Benareby
Benareby is een plaats in de gemeente Härryda in het landschap Västergötland en de provincie Västra Götalands län in Zweden. Het tätort Benareby heeft 385 inwoners (2005) en een oppervlakte van 66 hectare. Rondom de plaats liggen vier meren: Nordsjön, Yxsjön, Finnsjön en Gravsjön, voor de rest bestaat de directe omgeving van de plaats vooral uit bos. De grotere plaats Mölnlycke ligt ongeveer drie kilometer ten noordwesten van het dorp.
Het tätort Benareby beslaat niet de complete plaats Benareby er is ook een småort Benareby (zuidelijk deel) (Zweeds: Benareby (södra delen)), dit småort beslaat een deel van het zuiden van Benareby en ligt niet direct aan de eigenlijke plaats Benareby vast. Benareby (zuidelijk deel) heeft 57 inwoners (2005) en een oppervlakte van 6 hectare.